# Trzeci rząd Larsa Løkke Rasmussena
Trzeci rząd Larsa Løkke Rasmussena – rząd Królestwa Danii istniejący od 28 listopada 2016 do 27 października 2019.
Po wyborach parlamentarnych w 2015, w których zwyciężyła centroprawicowa koalicja, liderująca jej partia Venstre (V) utworzyła monopartyjny gabinet. Poparcie w parlamencie zadeklarowały Duńska Partia Ludowa (DF), Sojusz Liberalny (LA) i Konserwatywna Partia Ludowa (K). 27 listopada 2016 premier Lars Løkke Rasmussen ogłosił zawiązanie formalnej koalicji z Sojuszem Liberalnymi i konserwatystami. Następnego dnia powołał swój trzeci gabinet, w skład którego weszli przedstawiciele trzech ugrupowań (V, LA i K).
Po wyborach w 2019 gabinet został zastąpiony przez socjaldemokratyczny rząd Mette Frederiksen.

## Skład rządu
- premier: Lars Løkke Rasmussen (V)[4]
- minister spraw zagranicznych: Anders Samuelsen (LA)
- minister sprawiedliwości: Søren Pape Poulsen (K)
- minister finansów: Kristian Jensen (V)
- minister obrony: Claus Hjort Frederiksen (V)
- minister ds. biznesu: Brian Mikkelsen (K, do 21 czerwca 2018), Rasmus Jarlov (K, od 21 czerwca 2018)
- minister gospodarki i spraw wewnętrznych: Simon Emil Ammitzbøll (LA)
- minister rozwoju: Ulla Tørnæs (V)
- minister pracy: Troels Lund Poulsen (V)
- minister ds. imigracji i integracji: Inger Støjberg (V)
- minister ds. równości i współpracy nordyckiej: Karen Ellemann (V, do 2 maja 2018), Eva Kjer Hansen (V, od 2 maja 2018)
- minister szkolnictwa wyższego i nauki: Søren Pind (V, do 2 maja 2018), Tommy Ahlers (V, od 2 maja 2018)
- minister ds. klimatu i energii: Lars Christian Lilleholt (V)
- minister zdrowia: Ellen Trane Nørby (V)
- minister ds. innowacji: Sophie Løhde (V)
- minister ds. podatków: Karsten Lauritzen (V)
- minister środowiska i rolnictwa: Esben Lunde Larsen (V, do 2 maja 2018), Jakob Ellemann-Jensen (V, od 2 maja 2018)
- minister ds. dzieci i ochrony socjalnej: Mai Mercado (K)
- minister edukacji: Merete Riisager (LA)
- minister kultury i ds. kościelnych: Mette Bock (LA)
- minister transportu, budownictwa i mieszkalnictwa: Ole Birk Olesen (LA)
- minister ds. osób starszych: Thyra Frank (LA)